# Bill Le Sage
William A. "Bill" Le Sage (Londen, 20 januari 1927 - aldaar, 31 oktober 2001) was een Britse jazzpianist, vibrafonist, arrangeur, componist en bandleider.

## Biografie
Le Sage was een autodidact. Hij speelde in verschillende combo's en was lid van Geraldo Bright's groep "Geraldo's Navy" waarmee hij op het passagiersschip Queen Mary speelde, een schip dat tussen Europa en New York voer. In New York werkte hij samen met Lennie Tristano.
In 1950 werd Le Sage pianist bij de Johnny Dankworth Seven, en in 1953 bij diens bigband. In 1954 ging hij werken bij Tony Kinsey, een oud-collega van Dankworth Seven, hij zou dat tot 1961 doen. Hierna ging hij samenwerken met baritonsaxofonist Ronnie Ross, met hem leidde hij tot 1966 verschillende bands. In die tijd was hij tevens actief in Kenny Baker's Dozen. Tevens ging hij begin jaren 60 componeren voor films en tv.
Dat decennium speelde hij ook in het orkest van Jack Parnell en de Chris Barber Band, bovendien leidde hij zijn eigen groep, Directions in Jazz, een band met vier cello's. Hij begeleidde bezoekende Amerikaanse musici als Benny Goodman, Dizzy Gillespie en Ben Webster.
In 1969 begon hij Bebop Preservation Society, een kwintet met Peter King en Hank Shaw. Later kreeg de groep een nieuwe samenstelling, met onder meer Steve Waterman en Gilad Atzmon.
Le Sage speelde verder in onder andere de Charlie Watts Big Band, John Scott en Barbara Thompson's Jubiaba, tevens werkte hij samen met Dick Morrissey, Spike Robinson, Jimmy Hastings, Art Themen en Andy Panayi.

## Discografie
- Presenting The Bill Le Sage - Ronnie Ross Quartet (April 1963) - Le Sage (piano, vibrafoon); Ross (baritonsax); Spike Heatley (bas); Allan Ganley (drums)
- Cleopatra's Needle (1968) - Ronnie Ross (baritonsax); Spike Heatley (bas); Art Ellefson (tenorsax); Les Condon (trompet); Bill Le Sage (vibrafoon en piano); Tony Carr (drums).
- Live at the Bull - Tribute Vols. 1-2 (2007) Dick Morrissey, Spike Robinson, Bill Le Sage, Bill Eyden en Alec Dankworth. (Live opgenomen in The Bull's Head, Barnes, Londen, 1987 en 1988.)